# Njurdaggkåpa
Njurdaggkåpa (Alchemilla murbeckiana Buser, synonym Alchemilla acutidens auct) är en apomiktisk småart inom daggkåpesläktet. I stora delar av Mellansverige och Norrland är den allmän; sällsynt i övriga delar av Sverige. Allmän i stora delar av Norge samt i Finland längs Finska viken. Enstaka fynd har gjorts på Island. I övriga Europa är den vanlig i Schweiz och sydöstra Frankrike (norr om Alperna).
Blomningstiden i Sverige är maj—juni.

## Karakteristiska drag
Bladen är mer eller mindre njurlika (därav namnet) utan påtagliga inskärningar mellan flikarna, som är 7—9 till antalet. Varje bladflik är försedd med 15—19 tänder.
Vinkeln mellan bladnerverna är större än 45°, vilket skiljer den från förväxlingsarten skarptandad daggkåpa (Alchemilla oxydonta), där vinkeln håller sig omkring 45°.

## Etymologi
- Alchemilla, se Daggkåpa
- A. murbeckiana ska tolkas som Murbecks alchemilla, som syftar på botanisten Svante Murbeck.